# Életfogytig ügyvéd
Az Életfogytig ügyvéd (eredeti cím: For Life) 2020 és 2021 között vetített amerikai bűnügyi drámasorozat, amelyet Hank Steinberg alkotott. A főbb szerepekben Nicholas Pinnock, Indira Varma, Joy Bryant, Mary Stuart Masterson és Dorian Crossmond Missick látható.
Amerikában 2020. február 11-én az ABC, Magyarországon 2021. március 22-én az AXN mutatta be.
2021 májusában két évad után törölték a sorozatot.

## Ismertető
Aaron Wallace életfogytiglani börtönbüntetésre ítéltek egy olyan bűncselekményért, amelyet nem követett el. A börtönbüntetése alatt Wallace ügyvéddé válik, és mások védőügyvédjeként dolgozik, miközben arra törekszik, hogy saját ítéletét megváltoztassák.

## Szereplők

### Főszereplők
| Szereplő        | Színész               | Magyar hang         | Leírás |
| --------------- | --------------------- | ------------------- | --- |
| Aaron Wallace   | Nicholas Pinnock      | Barabás Kiss Zoltán | Egykori klubtulajdonos, akit kábítószer-kereskedelemért ítéltek el, bár valójában a kábítószer az egyik barátjáé volt. Most életfogytiglani börtönbüntetését tölti, feltételes szabadlábra helyezés lehetősége nélkül, de ügyvéd válik, és azon dolgozik, hogy segítsen rabtársainak a bíróságon. |
| Safiya Masry    | Indira Varma          | Németh Kriszta      | Igazgató, aki felügyeli a börtönt, ahol Wallace a büntetését tölti. A nő reformszellemű, és segít neki, ahogy tud, de kapcsolatukat megterheli, hogy a saját családja érdekeit is szem előtt kell tartania.                                                                                       |
| Marie Wallace   | Joy Bryant            | Laurinyecz Réka     | Aaron felesége, aki új kapcsolatba lépett Dariusszal, az egyik barátjával. Bár együtt érez férje nehéz helyzetével, mégis úgy érzi, hogy tovább kell lépnie, és a férjét a múltban kell hagynia.                                                                                                  |
| Anya Harrison   | Mary Stuart Masterson | Szitás Barbara      | Safiya felesége, aki New York állam főállamügyészi posztjáért indul. |
| Jamal Bishop    | Dorian Missick        | Varga Rókus         | Aaron legközelebbi barátja a börtönben. Alkalmanként segít Aaronnak az ügyek előkészítésében. |
| Jasmine Wallace | Tyla Harris           | Gulás Fanni         | Aaron tinédzser lánya. Anyjával ellentétben, ő sosem szűnt meg hinni az apjában, és arról álmodik, hogy egy nap hazatér. |
| Frank Foster    | Glenn Fleshler        |                     | A börtön vezető büntetés-végrehajtási tisztje. Mint a legtöbb őrtársa, ő sem kedveli Áront. |
| Glen Maskins    | Boris McGiver         | Rosta Sándor        | Ügyész, aki az Aaront lecsukó csapatot vezette, és aki most az állam főügyészi posztjáért indul. Megveti régi ellenfele azon vágyát, hogy tisztázza a nevét, és bármit megtesz, akár zsarolással is, hogy végleg rács mögött tartsa őt.                                                           |
| Henry Roswell   | Timothy Busfield      |                     | New York állam volt szenátora, aki segíti Aaront abban, hogy ügyvéddé váljon, és később segít neki felkészülni arra, hogy a bíróságon érveljen a perújrafelvétel mellett. |
| Alan Burke      | John Doman            |                     | New York állam főügyésze. |

### Mellékszereplők
| Szereplő         | Színész           | Magyar hang    | Leírás |
| ---------------- | ----------------- | -------------- | --- |
| Darius Johnson   | Brandon J. Dirden | Sótonyi Gábor  | Aaron legjobb barátja, aki kezdetben kételkedett benne, de később támogatja őt a perújrafelvétel során, miután új bizonyítékokat talált, amelyek arra utalnak, hogy Aaron nem bűnös. |
| Dez O'Reilly     | Erik Jensen       | Czvetkó Sándor | Ügyvéd, aki Maskinsnak dolgozik. |
| Wild Bill Miller | Peter Greene      | Németh Gábor   | A fehér felsőbbrendűségi banda vezetője Bellmore-ban. |

### Magyar változat
- Bemondó: Korbuly Péter
- Magyar szöveg: Bucsánszky Zsuzsanna
- Hangmérnök és vágó: Kis Pál
- Gyártás- és produkciós vezető: Balog Gábor
- Szinkronrendező: Balog Mihály

A szinkront a Balog Mix Stúdió készítette el.

## Évados áttekintés
| Évad | Évad | Epizód | Eredeti sugárzás   | Eredeti sugárzás  | Eredeti adó | Magyar sugárzás   | Magyar sugárzás  | Magyar adó |
| Évad | Évad | Epizód | Évadpremier        | Évadfinálé        | Eredeti adó | Évadpremier       | Évadfinálé       | Magyar adó |
| ---- | ---- | ------ | ------------------ | ----------------- | ----------- | ----------------- | ---------------- | ---------- |
|      | 1    | 13     | 2020. február 11.  | 2020. május 12.   |             | 2021. március 22. | 2021. június 14. |            |
|      | 2    | 10     | 2020. november 18. | 2021. február 24. | N/A         | N/A               | N/A              |            |

## Epizódok

### 1. évad (2020)
| Sor. | Év. | Cím                                       | Rendező            | Író                            | Premier                             |
| ---- | --- | ----------------------------------------- | ------------------ | ------------------------------ | ----------------------------------- |
| 1.   | 1.  | Életfogytig ügyvéd (Pilot)                | George Tillman Jr. | Hank Steinberg                 | 2020. február 11. 2021. március 22. |
| 2.   | 2.  | Az alku (Promises)                        | Russell Fine       | Hank Steinberg                 | 2020. február 18. 2021. március 29. |
| 3.   | 3.  | Gondoskodó fivér (Brother's Keeper)       | Russell Fine       | Hank Steinberg                 | 2020. február 25. 2021. április 12. |
| 4.   | 4.  | Marie (Marie)                             | Charles Martin     | Sonay Hoffman                  | 2020. március 10. 2021. április 19. |
| 5.   | 5.  | A tanú (Witness)                          | Guillermo Navarro  | Hank Steinberg                 | 2020. március 17. 2021. április 26. |
| 6.   | 6.  | A telefon (Burner)                        | Guillermo Navarro  | Eric Haywood                   | 2020. március 24. 2021. május 3.    |
| 7.   | 7.  | Míg el nem választ (Do Us Part)           | Russell Fine       | Hank Steinberg és Garen Thomas | 2020. március 31. 2021. május 10.   |
| 8.   | 8.  | Világosság (Daylight)                     | Russell Fine       | David Feige                    | 2020. április 7. 2021. május 17.    |
| 9.   | 9.  | Eltemetve (Buried)                        | Erica Watson       | Hope Mastras                   | 2020. április 14. 2021. május 31.   |
| 10.  | 10. | Az alkalmassági nyilatkozat (Switzerland) | Jann Turner        | Zach Calig                     | 2020. április 21. 2021. június 7.   |
| 11.  | 11. | Semlegesség (Closing Statement)           | Darnell Martin     | Karen Struck                   | 2020. április 28. 2021. június 14.  |
| 12.  | 12. | Záró nyilatkozat (Character and Fitness)  | Debs Paterson      | Lee Edward Colston II          | 2020. május 5. 2021. június 14.     |
| 13.  | 13. | Apák (Fathers)                            | Hank Steinberg     | Hank Steinberg                 | 2020. május 12. 2021. június 14.    |

### 2. évad (2020-2021)
| Sor. | Év. | Cím                   | Rendező       | Író                             | Premier            |
| ---- | --- | --------------------- | ------------- | ------------------------------- | ------------------ |
| 14.  | 1.  | Never Stop Fighting   | Russell Fine  | Hank Steinberg                  | 2020. november 18. |
| 15.  | 2.  | Homecoming            | Russell Fine  | Hank Steinberg                  | 2020. november 25. |
| 16.  | 3.  | The Necessity Defense | Marisol Adler | Hank Steinberg                  | 2020. december 2.  |
| 17.  | 4.  | Time To Move Forward  | Russell Fine  | Kirk A. Moore                   | 2020. december 9.  |
| 18.  | 5.  | Collars for Dollars   | Jono Oliver   | Terri Kopp                      | 2020. december 16. |
| 19.  | 6.  | 354                   | Russell Fine  | Garen Thomas                    | 2021. január 27.   |
| 20.  | 7.  | Say His Name          | Eif Rivera    | Sonay Hoffman                   | 2021. február 3.   |
| 21.  | 8.  | For the People        | Jono Oliver   | David Feige                     | 2021. február 10.  |
| 22.  | 9.  | The Blue Wall         | Laura Belsey  | T. Zhang és Jake Gillman        | 2021. február 17.  |
| 23.  | 10. | Andy Josiah           | Russell Fine  | Hank Steinberg és Sonay Hoffman | 2021. február 24.  |

## A sorozat készítése
2018. október 11-én a Deadline Hollywood arról számolt be, hogy az akkor még névtelen sorozatot az ABC-nél fejlesztik. 2018. október 11-én a próbaepizódot Hank Steinberg írta, aki a produceri feladatokat is ellátja Alison Greenspan, Curtis "50 Cent" Jackson, Doug Robinson, Isaac Wright Jr. és George Tillman Jr. mellett. 2019 májusában az ABC bejelentette, hogy megrendelte a sorozatot, immár Életfogytig ügyvéd címmel.

### Forgatás
2020. augusztus 31-én jelentették be, hogy a második évad forgatása megkezdődött New York-ban. 2020. szeptember 11-én azonban arról számoltak be, hogy a Covid19 teszt késése miatt a második évad forgatása egy napra felfüggesztésre kerül.[43] Két nappal később a felfüggesztést két héttel meghosszabbították.  A forgatás a hónap végén folytatódott.